# RR-205
A RR-205 é uma rodovia brasileira do estado de Roraima que interliga a cidade de Alto Alegre à capital Boa Vista, numa distância total de 89 quilômetros.
Estendendo-se pelo cerrado roraimense, é a única ligação da sede de Alto Alegre ao restante do estado. Fornece acesso ainda a diversas fazendas de atividades agropecuárias e parques aquáticos da capital.
A mancha urbana de Boa Vista já avançou cerca de 5 km por sobre a RR-205, numa área que representa os bairros Cidade Satélite e Murilo Teixeira Cidade.

## Situação atual
Atualmente a rodovia encontra-se asfaltada e sinalizada, apresentando boas condições de tráfego, até o km 94,4, pouco depois da entrada para a cidade de Alto Alegre. Adiante, segue trecho de terra de 50,6 km.
A rodovia é interceptada em seus primeiros quilômetros pelo Contorno Oeste, o Anel Viário de Boa Vista. Depois, pelas rodovias RR-452 e RR-343.

## Municípios
- Alto Alegre
- Boa Vista